# كفر اللبد
كفر اللبد بلدة فلسطينية في محافظة طولكرم بالضفة الغربية، تقع إلى الشرق من مدينة طولكرم على بعد 9 كم من مركز المدينة. ترتفع البلدة 400 م عن سطح البحر. وتبلغ مساحة أراضيها 14,757 دونم، ومساحة المنطقة العمرانيه 1,800 دونم. يحيط بالبلدة من الغرب مدينة طولكرم، ومن الشرق رامين، ومن الشمال بلدة عنبتا، ومن الجنوب بيت ليد وسفارين وشوفة.

## تسميتها

سميت كفر اللبد بهذا الاسم بسبب ارتفاعها على الجبال وكثافة الأشجار التي كانت تغطي قمم الجبال العالية وكفراللبد كماجاء في الكتب تعني لبد واقام بالأرض لرزق بها والقرية الصغيرة في لغة الكنعانين لقد ورد ذكر كفراللبد في التاريخ كبلد زراعي واشتهر في الصناعة والعلم.

## سكانها
يوجد في البلدة 3 عشائر بعضها اصلهم من شرقي الاردن وهي:
- حامولة آل رجب تتكون من عائلات: أبوليلي، جبارة، حجازي، صبحه، حمدان، محفوظ، بكر، موسى، غزالة، جبعيتي، الحاج يوسف.
- حامولة آل ثلثين تتكون من عائلات برهوش وخضر وأبو اجباره وخطاب وأبو ارشيد وحجاز وعابودي وكايد وعمرو وشنان والرقطي.
- حامولة الفقهاء وتتكون من عائلات الأسود، وعبد الحق، وأبو خميش، وبريمي، وعبد الباقي، وياسين، واللبدي، واللاوي، وآل عثمان.

### أعلام البلدة
انتسب إليها بعض أهل العلم، من أقدمهم محمد بن أحمد بن سعيد اللبدي (771 - 855هـ) تولى قضاء الحنابلة بحلب، ثم بمكة، وبها مات. ومنهم ياسين بن علي بن أحمد اللبدي (ت. 1058هـ)، ذكره صاحب السحب الوابلة، وقال: "له تحريرات على المنتهى نفيسة"، ومنهم مصطفى بن عبد الحق اللبدي (- 1153هـ) من شيوخ محمد السفاريني العلامة المشهور. ومنهم محمد وحامد ابنا مصطفى اللبدي، ذكرهم الشطي في مختصره. ومنهم عبد الغني اللبدي (1262 - 1319هـ) صاحب حاشية على نيل المآرب.

## أراضي كفر اللبد
تتبع للقرية مجموعة من العزب الصغيرة وأهمها الحفاصي، والخلال وعزبة أبو خميش. يزرع في أراضي كفر اللبد حبوب وبقول وفواكه وتكثر فيها أشجار الزيتون كما تم استصلاح عدد من الأراضي الزراعية، وتم بناء عدد من البيوت البلاستيكيه وبرك الري من أجل الزراعة المروية.

### آثارها
يوجد في البلدة أنقاض مبانِ وصهاريج منقورة في الصخر ومدافن قديمه تعود إلى العصور الرومانية ويحيط في البلدة عدد من الخرب الأثريه وخاصة راس الشومر وآثارها من البيوت والأعمدة والفسيفساء.
وكان لبلدة كفر اللبد شأن عظيم في زمن العثمانين حيث كانت تعج بعلماء الفقه والشريعة الإسلامية وكان يأتيها الناس من كل حدب وصوب من اصقاع فلسطين طلباً للعلم.